# Gerardo Arteaga
Gerardo Daniel Arteaga Zamor (Zapopan, 7 september 1998) is een Mexicaans voetballer die doorgaans als linksachter speelt. Hij komt sinds de winter van 2024 uit voor het Mexicaanse CF Monterrey. Arteaga maakte in september 2018 zijn debuut in het Mexicaans voetbalelftal .

## Carrière

### Santos Laguna
Arteaga mocht zich in 2013 aansluiten in de jeugdacademie van de Mexicaanse eersteklasser Santos Laguna. Hij doorliep hier de verschillende jeugdreeksen en werd eind 2016 voor het eerst bij het eerste elftal gehaald door trainer José Manuel de la Torre. Op 1 oktober 2016 mocht Arteaga officieel debuteren in de competitiewedstrijd tegen Querétaro FC, hij maakte de 90 minuten vol in een 1-1 gelijkspel. In het seizoen 2017/18 werd hij landskampioen met Santos Laguna in de Liga MX, de Mexicaanse eerste klasse. Arteaga groeide jaar na jaar meer en meer uit tot een absolute sterkhouder bij de club. Hij sloot zijn periode in 2020 uiteindelijk af met 89 competitiewedstrijden waarin hij ook één keer wist te scoren.

### KRC Genk
Eind juli 2020 werd bekend dat Santos Laguna een akkoord had voor een overgang van Arteaga naar de Belgische eersteklasser KRC Genk, hij tekende hier een contract voor 5 seizoenen. Bij Genk moet hij de concurrentiestrijd aangaan met de vaste linksachter Jere Uronen. Op 31 augustus 2020 mocht Arteaga zijn officieel debuut maken voor Genk, hij viel in de 91ste minuut in voor Jere Uronen. Enkele minuten later kreeg hij ook meteen zijn eerste gele kaart toegewezen. Op 19 december 2020 maakte hij zijn eerste doelpunt voor Genk. In de wedstrijd tegen KV Kortrijk zette hij zijn ploeg met het eerste doelpunt van de wedstrijd op weg naar een 2-0 overwinning.

### CF Monterrey
Op 22 januari 2024 werd bekend dat CF Monterrey en KRC Genk een akkoord bereikt hebben over de overgang van Arteaga terug naar zijn thuisland.

## Clubstatistieken
| Seizoen     | Club          | Competitie         | Competitie | Competitie | Competitie | Beker | Beker | Beker | Internationaal | Internationaal | Internationaal | Totaal | Totaal | Totaal |
| Seizoen     | Club          | Competitie         | Wed.       | Dlp.       | Ass.       | Wed.  | Dlp.  | Ass.  | Wed.           | Dlp.           | Ass.           | Wed.   | Dlp.   | Ass.   |
| ----------- | ------------- | ------------------ | ---------- | ---------- | ---------- | ----- | ----- | ----- | -------------- | -------------- | -------------- | ------ | ------ | ------ |
| 2016/17     | Santos Laguna | Liga MX            | 15         | 0          | 1          | 2     | 0     | 0     | —              | —              | —              | 17     | 0      | 1      |
| 2017/18     | Santos Laguna | Liga MX            | 14         | 0          | 1          | 7     | 0     | 0     | —              | —              | —              | 21     | 0      | 1      |
| 2018/19     | Santos Laguna | Liga MX            | 28         | 0          | 1          | 5     | 0     | 0     | 2              | 0              | 1              | 35     | 0      | 2      |
| 2019/20     | Santos Laguna | Liga MX            | 30         | 1          | 0          | 3     | 0     | 0     | —              | —              | —              | 33     | 1      | 0      |
| 2020/21     | Santos Laguna | Liga MX            | 1          | 0          | 0          | 0     | 0     | 0     | —              | —              | —              | 1      | 0      | 0      |
| Club Totaal | Club Totaal   | Club Totaal        | 88         | 1          | 3          | 17    | 0     | 0     | 2              | 0              | 1              | 107    | 1      | 4      |
| 2020/21     | KRC Genk      | Jupiler Pro League | 25         | 1          | 4          | 3     | 0     | 0     | —              | —              | —              | 28     | 1      | 4      |
| 2021/22     | KRC Genk      | Jupiler Pro League | 32         | 0          | 4          | 2     | 2     | 0     | 8              | 0              | 0              | 42     | 2      | 4      |
| 2022/23     | KRC Genk      | Jupiler Pro League | 35         | 2          | 3          | 2     | 0     | 0     | —              | —              | —              | 37     | 2      | 3      |
| 2023/24     | KRC Genk      | Jupiler Pro League | 9          | 0          | 0          | 0     | 0     | 0     | 6              | 0              | 0              | 15     | 0      | 0      |
| Club Totaal | Club Totaal   | Club Totaal        | 101        | 3          | 11         | 7     | 2     | 0     | 14             | 0              | 0              | 122    | 5      | 11     |
| TOTAAL      | TOTAAL        | TOTAAL             | 189        | 4          | 14         | 24    | 2     | 0     | 16             | 0              | 1              | 229    | 6      | 15     |

## Interlandcarrière
In september 2018 werd Arteaga door interim-bondscoach Ricardo Ferretti voor het eerst opgeroepen voor het A-elftal van het Mexicaans voetbalelftal . Op 12 september 2018 maakte hij op 19-jarige leeftijd zijn debuut in de oefeninterland tegen de Verenigde Staten, Arteaga mocht starten op de positie van linksachter en speelde de volle 90 minuten. Deze interland werd uiteindelijk met 1-0 verloren.

## Erelijst
| Competitie              |               |               |               |               |
| Competitie              | Aantal        | Jaren         |               |               |
| Santos Laguna           | Santos Laguna | Santos Laguna | Santos Laguna | Santos Laguna |
| ----------------------- | ------------- | ------------- | ------------- | ------------- |
| Mexicaans landskampioen | 1x            | 2017/18       |               |               |
| KRC Genk                |               |               |               |               |
| Beker van België        | 1×            | 2020/21       |               |               |

| Competitie        | Winnaar | Winnaar | Runner-up | Runner-up | Derde  | Derde  |
| Competitie        | Aantal  | Jaren   | Aantal    | Jaren     | Aantal | Jaren  |
| Mexico            | Mexico  | Mexico  | Mexico    | Mexico    | Mexico | Mexico |
| ----------------- | ------- | ------- | --------- | --------- | ------ | ------ |
| CONCACAF Gold Cup | 1x      | 2023    |           |           |        |        |